# Ifaistos Limnou B.C.
El Ifaistos Limnou B.C. (griego: Ήφαιστος Λήμνου) es un equipo de baloncesto griego con sede en Mirina, y que participa en la A1 Ethniki, la primera división griega. Disputa sus partidos como local en el Kleisto Gimnastirio Limnou Nikos Samaras, con capacidad para 1260 espectadores. En el año 2017, se fusionó con el Faros Keratsiniou B.C., dando lugar al club actual.

## Historia
Tras la fusión, el club pasó a denominarse Gymnastikos S. Larissas, abandonando definitivamente el nombre de Foinix. El equipo jugó en el tercer nivel en la temporada 2015-16, ascendiendo a la A2 Ethniki. En el verano de 2017 llegó la fusión con el Faros Keratsiniou, obteniendo plaza en la A1 Ethniki 2017-18. Faros mantuvo toda su estructura de base, mientras que el club pasó a denominarse Gymnastikos Syllogos Larissas Faros 2017.
En 2017 se fusionó con el Faros Keratsiniou B.C., dando lugar al club actual.